# Simphiwe Nongqayi
Simphiwe Nongqayi est un boxeur sud-africain né en 1972.

## Carrière
Il remporte le titre vacant de champion du monde des super-mouches IBF le 15 septembre 2009 en battant aux points Jorge Arce. Le 9 avril 2010, Nongqayi conserve sa ceinture en faisant match nul contre Malik Bouziane à Massy mais il s'incline le 31 juillet contre le mexicain Juan Alberto Rosas par arrêt de l'arbitre à la 6e reprise. Il perd également le combat revanche contre Jorge Arce, devenu entre-temps champion WBO des super-coqs, par KO au 4e round le 24 septembre 2011.